# آلبانچس
آلبانچس (به اسپانیایی: Albanchez) دهستانی در استان آلمریای اسپانیا است.
در این دهستان ۵۸۵ نفر زندگی می‌کنند. مساحت این دهستان ۳۵٫۲۰ کیلومتر مربع است.